# Gavrelle
Gavrelle és un municipi francès situat al departament del Pas de Calais i a la regió dels Alts de França. L'any 2007 tenia 566 habitants.

## Demografia

### Població
El 2007 la població de fet de Gavrelle era de 566 persones. Hi havia 198 famílies de les quals 41 eren unipersonals (8 homes vivint sols i 33 dones vivint soles), 45 parelles sense fills, 100 parelles amb fills i 12 famílies monoparentals amb fills.
La població ha evolucionat segons el següent gràfic:
Habitants censats

### Habitatges
El 2007 hi havia 209 habitatges, 201 eren l'habitatge principal de la família, 2 eren segones residències i 6 estaven desocupats. 200 eren cases i 9 eren apartaments. Dels 201 habitatges principals, 177 estaven ocupats pels seus propietaris, 22 estaven llogats i ocupats pels llogaters i 2 estaven cedits a títol gratuït; 4 tenien dues cambres, 11 en tenien tres, 42 en tenien quatre i 144 en tenien cinc o més. 163 habitatges disposaven pel capbaix d'una plaça de pàrquing. A 94 habitatges hi havia un automòbil i a 92 n'hi havia dos o més.

### Piràmide de població
La piràmide de població per edats i sexe el 2009 era:
| Homes | Edats   | Dones |
| ----- | ------- | ----- |
| 0     | 95 o +  | 0     |
| 4     | 90 a 94 | 0     |
| 0     | 85 a 89 | 0     |
| 0     | 80 a 84 | 0     |
| 4     | 75 a 79 | 8     |
| 8     | 70 a 74 | 24    |
| 8     | 65 a 69 | 8     |
| 16    | 60 a 64 | 8     |
| 8     | 55 a 59 | 4     |
| 16    | 50 a 54 | 8     |
| 16    | 45 a 49 | 20    |
| 8     | 40 a 44 | 16    |
| 20    | 35 a 39 | 8     |
| 32    | 30 a 34 | 28    |
| 12    | 25 a 29 | 12    |
| 16    | 20 a 24 | 12    |
| 20    | 15 a 19 | 4     |
| 24    | 10 a 14 | 12    |
| 20    | 5 a 9   | 24    |
| 20    | 0 a 4   | 12    |

## Economia
El 2007 la població en edat de treballar era de 353 persones, 256 eren actives i 97 eren inactives. De les 256 persones actives 243 estaven ocupades (136 homes i 107 dones) i 13 estaven aturades (5 homes i 8 dones). De les 97 persones inactives 27 estaven jubilades, 45 estaven estudiant i 25 estaven classificades com a «altres inactius».

### Ingressos
El 2009 a Gavrelle hi havia 200 unitats fiscals que integraven 565,5 persones, la mediana anual d'ingressos fiscals per persona era de 18.651 €.

### Activitats econòmiques
Dels 19 establiments que hi havia el 2007, 2 eren d'empreses de fabricació d'altres productes industrials, 7 d'empreses de construcció, 3 d'empreses de comerç i reparació d'automòbils, 2 d'empreses de transport, 3 d'empreses d'hostatgeria i restauració, 1 d'una empresa de serveis i 1 d'una empresa classificada com a «altres activitats de serveis».
Dels 9 establiments de servei als particulars que hi havia el 2009, 2 eren tallers de reparació d'automòbils i de material agrícola, 1 lampisteria, 3 electricistes, 1 empresa de construcció, 1 perruqueria i 1 restaurant.
L'any 2000 a Gavrelle hi havia 12 explotacions agrícoles.

## Equipaments sanitaris i escolars
El 2009 hi havia una escola elemental integrada dins d'un grup escolar amb les comunes properes formant una escola dispersa.

## Poblacions més properes
El següent diagrama mostra les poblacions més properes.